# Gombe United FC
Gombe United Football Club w skrócie Gombe United FC – nigeryski klub piłkarski grający w nigeryjskiej pierwszej lidze, mający siedzibę w mieście Gombe.

## Sukcesy
- I liga[1]:
  - wicemistrzostwo (1): 1988

## Występy w afrykańskich pucharach
| Sezon | Rozgrywki                 | Runda | Kraj                          | Klub                     | Dom | Wyjazd | Dwumecz      |
| ----- | ------------------------- | ----- | ----------------------------- | ------------------------ | --- | ------ | ------------ |
| 1989  | Puchar Zdobywców Pucharów | 1     | Demokratyczna Republika Konga | DC Motema Pembe          | 2–0 | 0–2    | 2–2 (k. 4–1) |
| 1989  | Puchar Zdobywców Pucharów | 2     | Kamerun                       | Coton Sport FC de Garoua | 2–1 | 0–5    | 2–6          |

## Stadion
Domowe mecze klub rozgrywa na stadionie o nazwie Pantami Stadium w Gombe, który może pomieścić 15 000 widzów.

## Reprezentanci kraju grający w klubie
Stan na wrzesień 2023.
| - Adewale Adeyinka - Chigozie Agbim - Chidera Ejuke - Sunday Emmanuel - Papa Idris - Samuel Mathias - Ibrahim Mustapha - Kelechi Okoye - Augustine Oladapo | - Segun Oluwaniyi - Joseph Onoya - Uche Onwuansanya - Rafiu Salahudeen - Sani Sanusi - Umar Zango - Emmanuel Fabiyi - Mahamadou Souley |